# Christos-Panagiotis Roumtsios
Christos-Panagiotis Roumtsios (griechisch Χρήστος-Παναγιώτης Ρούμτσιος, * 16. Mai 2003) ist ein griechischer Hürdenläufer, der sich auf die 110-Meter-Distanz spezialisiert hat.

## Sportliche Laufbahn
Erste internationale Erfahrungen sammelte Christos-Panagiotis Roumtsios im Jahr 2022, als er bei den U20-Balkan-Hallenmeisterschaften in Belgrad in 7,82 s die Goldmedaille über 60 m Hürden gewann. Im Sommer schied er bei den U20-Weltmeisterschaften in Cali mit 13,86 s im Halbfinale über 110 m Hürden aus. Im Jahr darauf siegte er bei den U23-Mittelmeer-Hallenmeisterschaften in Valencia in 7,90 s über 60 m Hürden und im Juli schied er bei den U23-Europameisterschaften in Espoo mit 14,08 s im Halbfinale über 110 m Hürden aus. Anschließend belegte er bei den Balkan-Meisterschaften in Kraljevo in 14,12 s den fünften Platz im B-Lauf und kam dann bei den World University Games in Chengdu mit 13,93 s nicht über den Vorlauf hinaus. 2024 belegte er bei den Balkan-Meisterschaften in Izmir in 14,06 s den fünften Platz und im Jahr darauf wurde er bei den Balkan-Hallenmeisterschaften in Belgrad in der Vorrunde über 60 m Hürden disqualifiziert. Anschließend schied er bei den Halleneuropameisterschaften in Apeldoorn mit 7,83 s im Vorlauf aus. Im Juli schied er bei den U23-Europameisterschaften in Bergen mit 14,26 s im Halbfinale über 110 m Hürden aus, ehe er bei den Balkan-Meisterschaften in Volos in 14,09 s den achten Platz belegte.
In den Jahren 2023 und 2025 wurde Roumtsios griechischer Hallenmeister über 60 m Hürden.

## Persönliche Bestzeiten
- 110 m Hürden: 13,79 s (0,0 m/s), 13. Juli 2024 in Nové Město nad Metují
  - 60 m Hürden (Halle): 7,83 s, 6. März 2025 in Apeldoorn